# Brie-sous-Barbezieux
Brie-sous-Barbezieux is een gemeente in het Franse departement Charente (regio Nouvelle-Aquitaine) en telt 115 inwoners (2009). De plaats maakt deel uit van het arrondissement Cognac.

## Geografie
De oppervlakte van Brie-sous-Barbezieux bedraagt 6,6 km², de bevolkingsdichtheid is dus 17,6 inwoners per km².
De onderstaande kaart toont de ligging van Brie-sous-Barbezieux met de belangrijkste infrastructuur en aangrenzende gemeenten.

## Demografie
Onderstaande figuur toont het verloop van het inwonertal (bron: INSEE-tellingen).

Vanwege een beveiligingsprobleem met de MediaWiki Graph-software is het momenteel niet mogelijk deze grafiek weer te geven. Zodra de software is bijgewerkt zal de grafiek vanzelf weer zichtbaar worden.